# Fransk bulldogg
För andra betydelser, se Bulldogg.

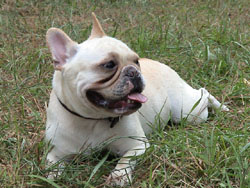
En fransk bulldogg

Fransk bulldogg är en hundras från Frankrike. Enligt vissa teorier tros den härstamma från England och den engelska bulldoggen. Den är en dvärghund av molossertyp och sällskapshund. I en undersökning 2012/2013 utnämndes fransk bulldogg till en av världens tjugo populäraste hundraser. I Sverige går den under smeknamnet "fralla", i engelsktalande länder "frenchie".

## Historia
Ursprunget till fransk bulldogg är okänt. Spekulationer finns om inslag av en miniatyrversion av engelsk bulldogg liksom av ratade dvärgväxtmutationer av spanska tjurhundar. Vad som är känt är att franska bulldoggar var populära bland dem som arbetade i Paris Les Halles och spreds därifrån under andra halvan av 1800-talet.
Den första rasklubben bildades 1880. Stambok började föras 1895. Första gången rasen visades på hundutställning var 1887 och samma år fick rasen sin första rasstandard och blev erkänd av den franska kennelklubben Société centrale canine (SCC).

## Egenskaper
Precis som andra hundraser, mår den franska bulldoggen bra av regelbundna promenader och mental stimulans. Den franska bulldoggen ska vara glad, lekfull, sällskaplig och sportig.

## Hälsa
Flera olika hälsoproblem är överrepresenterade hos franska bulldoggar. Den brachycephala (trubbnosiga) huvudformen leder till problem med andning och temperaturreglering (Brachycephalic airway obstructive syndrome, ofta förkortat BOAS). Ögonskador och ögonsjukdomar är enligt försäkringsstatistik ca 10 gånger vanligare än hos genomsnittshunden, vilket även det hänger ihop med anatomin med kort nos och stora ögon. Symptom relaterade till allergier är också vanligt (klåda, öroninflammationer och hudinfektioner), och drabbar franska bulldoggar ca 5 gånger så ofta som genomsnittshunden. Franska bulldoggar löper ca 4 gånger större risk att drabbas av diskbråck än genomsnittshunden, sannolikt kopplat till att missbildningar i ryggkotorna är mycket vanligt i rasen . Diskbråck ger ryggsmärta och nedsatt nervfunktion, i värsta fall förlamning. Epilepsi och patellaluxation är exempel på andra sjukdomar som är vanligare hos fransk bulldogg än hos andra hundar. 
Enligt Agrias försäkringsstatistik är den en av de raser som löper hög risk att dö före 7 års ålder
Att valpkullar behöver förlösas med kejsarsnitt är relativt vanligt, knappt hälften av kullarna enligt statistik från Fransk Bulldogg Klubb, och över 80% enligt en brittisk studie.

## Utseende

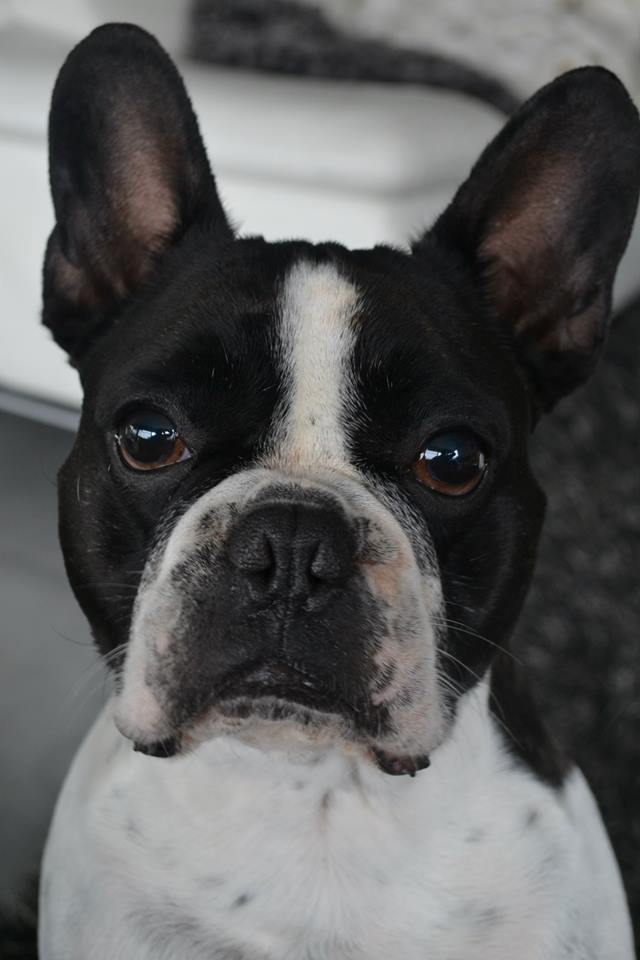
Fransk bulldogg.

Fransk bulldogg är en trubbnosig (brakycefal) hundras på grund av att man har avlat på ärftliga defekter så att hundarnas skallben blivit kortare än normalt.
Fransk bulldogg är en liten, kraftig och kompakt hund, livlig och rörlig. Den skall ge intryck av beslutsamhet, styrka och energi. Den bör väga mellan 8 och 14 kg.
Den har kort tillbakalagd nos, som dock ska tillåta normal andning. Ögonen mörka, ganska stora, runda och en aning utstående, livligt uttryck. Käkmuskulaturen är imponerande. Öron av fladdermustyp. Lätt underbett. Det karaktäristiska huvudet är inte färdigutvecklat förrän vid 2-3 års ålder. Kort, kraftig kropp, bred vid skuldrorna, avsmalnande mot länden. Ryggen välvd efter manken och högst över ländpartiet. Frambenen är raka, bakbenen är kraftiga och något längre. Mycket kort svans, oftast skruvad. Kort, mjuk, tätt åtliggande och glänsande päls.
Färgen är tigrerat rödgul, vit och skäck, vit med tigrerade fläckar eller fawn. Brindle (tigrering), fawn eller skäck. Brindle skall vara rödgult med svarta, tydliga och jämnt fördelade strimmor; mindre vita tecken är tillåtna. Skäck skall var vitt med eller utan brindle eller fawn fläckar, som inte får vara alltför omfångsrika. Svart pigment skall finnas på ögonlockskanterna och på nostryffeln. Helsvart, svart med tanteckning, musgrått eller leverbrunt färg utesluter från pris på utställning.

## Problem med smuggelvalpar
På grund av rasens ökade popularitet under 2000-talet i kombination med relativt begränsad uppfödning har rasen varit inblandad i en omfattande smuggelverksamhet, i vissa fall med förfalskade intyg från Jordbruksverket. Polisen, Tullverket och Jordbruksverket har därför uppmanat köpare av rasen att vara noggrann i valet av säljare/uppfödare för att inte gynna smuggelverksamheten och dessutom själv begå brott genom att köpa smuggelgods. Jordbruksverket ger på sin hemsida flera råd till köpare för hur de kan undvika att köpa smugglade hundar.